# 圣朱斯蒂娜-因科莱
圣朱斯蒂娜-因科莱（義大利語：Santa Giustina in Colle），是意大利威尼托大区帕多瓦省的一个市镇。总面积17.89平方公里，人口7216人，人口密度403.4人/平方公里（2009年）。国家统计（ISTAT）代码为028080。